# 네이선 로

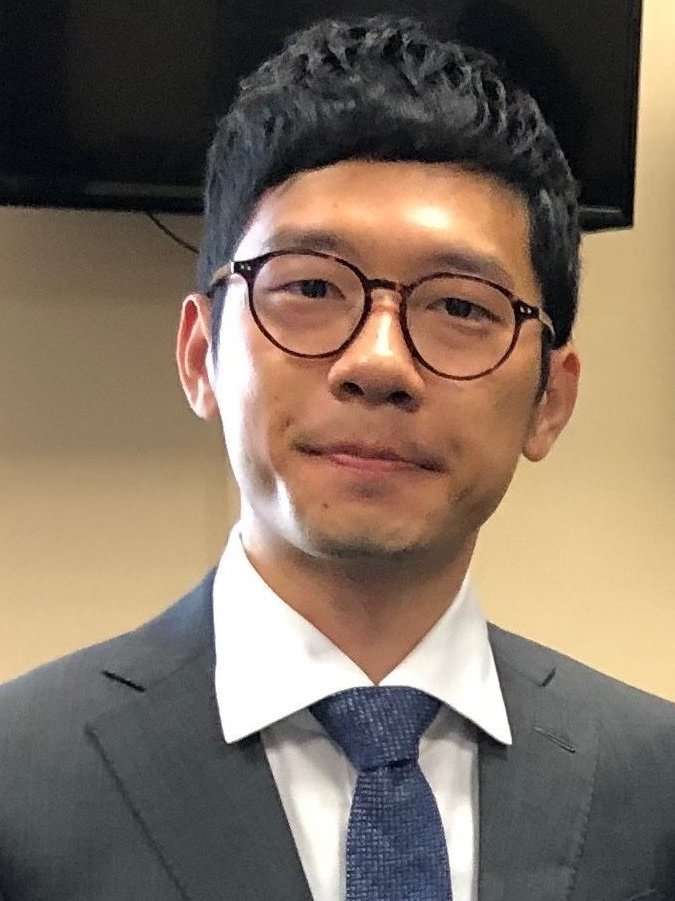
네이선 로

네이선 로(羅冠聰, 1993년 7월 13일 ~ )는 홍콩의 정치인이다. 홍콩의 자결권을 내건 홍콩 데모시스토당의 주석으로 2016년 홍콩 입법회 선거에서 의원으로 선출되었으나 2017년 7월 14일 의원 자격이 취소되었다.

## 약력
네이선 로는 1993년 7월 13일 중국 광둥성 선전시에서 출생하였다. 6세 때 홍콩으로 이주했다.
2014년 홍콩전상학생연합회 상임위원으로 2014년 홍콩 시위(우산운동)에 참가했다. 2015년 홍콩전상학생연합회 사무국장으로 활동했으며 2016년 데모시스토당을 창당해 초대 주석이 되었다. 2016년 홍콩 입법회 선거에서 50,818표를 득표해 사상 최연소로 당선되었다. 그러나 2017년 7월 14일 홍콩 고등법원에 의해 선서가 무효로 판정이 되고 선서일인 10월 12일자로 의원 자격이 취소되었다.